# 白英 (明代人物)
白英（1363年—1419年），祖籍山西洪洞县，山东汶上县人（今汶上县康驿镇颜珠村），明代初年水利家。
明朝洪武二十四年（1391年），黄河在原武决口，河水漫没曹州、梁山，切断了大运河，造成南北漕运瘫痪。1411年，工部尚书宋礼受命征济南、兖州、青州、东昌四府民工治水。一开始，宋礼试图改用会通河水系济漕但是因水量不足失败了。此后他寻访遇到汶上老人白英。白英熟悉水文、地理，提出用汶水为源、筑戴村坝，引水往运河高点南旺，再由南旺北流入卫河、设水闸，南流至济宁、经水闸通淮泗。
南旺水利枢纽按照白英的计划实施，最终成功完成并使得运河服务通达南北数百年，直到清末才逐渐被海运替代后废弃。白英数次随工部进行水利整治工作，最终在德州劳累过世，享年56岁，葬于汶上彩山之阳。死后，明朝封他为“功漕神”进行神格化、在彩山村为白英立祠、赐田500亩、子孙守祠奉祀。此外在南旺建宋公祠、白公祠、分水龙王庙。今日的戴村坝博物馆亦有白英胸像。